# Crastinocerus idoneus
Crastinocerus idoneus är en stekelart som först beskrevs av Brethes.  Crastinocerus idoneus ingår i släktet Crastinocerus och familjen Eumenidae. Inga underarter finns listade i Catalogue of Life.